# Aalborg Håndbold
Pour les articles homonymes, voir AaB.
Cet article concerne la section handball d'Aalborg Boldspilklub. Pour la section football, voir Aalborg Boldspilklub. Pour la section hockey sur glace, voir AaB Ishockey.
Maillots
Actualités
Dernière mise à jour : 1 juillet 2025.
Le Aalborg Håndbold est un club masculin de handball basé à Aalborg au Danemark créé, sous sa forme actuelle, en 2011
Le club, nommé Aalborg HSH, est racheté en 2000 par le club omnisports d'Aalborg Boldspilklub, sous la tutelle de la structure financière d'AaB A/S (en). Le 1er janvier 2011, le club devient Aalborg Håndbold.

## Historique
Le handball à Aalborg est d'abord porté par les clubs d'Aalborg KFUM et de Vadum IF, qui ont tous deux évolué dans l'élite dans les années 1980 et 1990. Grâce à deux jeunes talentueux, Vadum a atteint la quatrième place en 1998-99 mais la direction de Vadum s'est rendu compte qu'elle ne serait pas en mesure de faire perdure le club au haut niveau. En collaboration avec l'Aalborg KFUM, le club devient en 2000 l'Aalborg HSH et reste en Championnat du Danemark.
La saison 2000-2001 est donc la première saison du club et elle se solde par une satisfaisante neuvième place. Il termine ensuite sixième durant la saison 2001/2002, soit une place qualificative pour la Coupe Challenge. Pour son premier parcours européen, le club élimine les bosnien du RK Gračanica sur un score de 62 à 47 (25-23; 39-32) mais est ensuite éliminé par les islandais du Grótta KR selon la règle du nombre de buts marqués à l'extérieur (défaite 20-23 en Islande, victoire 30 à 27 à domicile). En Championnat, le club termine à une quatrième place, synonyme de qualification pour la Coupe de l'EHF.
En 2003, le club devient l'AaB Håndbold. Lors de la saison 2003-2004, le parcours en Coupe d'Europe se conclut par l'élimination en quarts de finale face au club allemand du THW Kiel après avoir éliminé les Suisses du Wacker Thoune puis les Biélorusses du HC Meshkov Brest en huitièmes de finale. En Championnat, le club continue sa montée en puissance en terminant troisième, synonyme d'une nouvelle qualification pour la Coupe de l'EHF.
La saison 2004-2005 est de moins bonne facture puisqu'Aalborg est éliminé dès son entrée en seizièmes de finale de Coupe de l'EHF par les autrichiens du A1 Bregenz HB sur le total de 50 à 47 tandis que la saison est conclue par une décevante septième place en championnat. Les saisons suivantes ne furent pas mieux, le club terminant successivement septième, sixième et à nouveau septième en 2008, et ne participant donc plus à une coupe d'Europe.
Le club réalise une très bonne saison 2008-2009, terminant deuxième de la saison régulière mais échoue en play-off à la troisième place de son groupe derrière le GOG Svendborg et le Kolding IF.
La saison 2009-2010 est encore meilleure puisque, après avoir terminé troisième de la saison régulière, il remporte son groupe en play-off et se qualifie pour la finale face au Kolding IF. Vainqueur du premier match à domicile 25 à 24, Aalborg s'incline lourdement lors du deuxième match à Kolding 26 à 34. Aalborg reçoit à nouveau pour le match décisif et s'impose à nouveau d'un but seulement 33 à 32 : sacré champion du Danemark, il se qualifie ainsi pour la première fois en Ligue des champions.
La saison 2010/2011 débute par la séparation avec le club omnisports du Aalborg Boldspilklub : le club désormais indépendant devient l'Aalborg Håndbold. Pour son premier parcours en Ligue des champions, l'aventure se termine assez tôt puisque le club termine dernier du groupe C dans lequel derrière les Russes du Medvedi Tchekhov, les Espagnols du BM Valladolid, les Hongrois du SC Pick Szeged, les Suisses du Kadetten Schaffhausen et les Biélorusses du HC Dinamo Minsk. En Championnat, l'Aalborg Håndbold termine cinquième de la saison régulière mais seulement troisième de son groupe des play-offs et ne participera pas à une coupe d'Europe la saison prochaine.
Lors de la saison 2011-2012, le club termine sixième de la saison régulière et termine comme la saison précédente troisième de son groupe des play-offs. En revanche, le club remporte la Coupe du Danemark, soit son deuxième sacre national.
Durant la saison 2012-2013, l'Aalborg Håndbold finit quatrième lors de la saison régulière et premier du Groupe A en play-off. En demi-finale face au Mors-Thy Håndbold, il s'incline 23 à 25 lors du match aller mais remporte le match retour 29 à 26 et se qualifie pour la finale. Opposé au Kolding IF, Aalborg remporte nettement ses deux matchs (29-21 ; 29-26) et est sacré pour la deuxième fois Champion du Danemark.
Ainsi qualifié pour la Ligue des champions 2013-2014, le club est dominé par les Allemands du SG Flensburg-Handewitt et du HSV Hambourg mais termine à égalité de points avec les Slovènes du RK Gorenje Velenje et les Espagnols du Naturhouse La Rioja : grâce à une meilleure goal différence de buts particulière sur les Espagnols, Aalborg se qualifie pour les huitièmes de finale. Mais face au FC Barcelone, les Danois ne font pas le poids et s'inclinent sur un total de 42 à 60 (22-29 ; 20-31). En championnat, l'Aalborg Håndbold perd en finale face au KIF Copenhague sur un total de 35 à 42 (18-23;17-19) après avoir pourtant remporté la demi-finale face Skjern Håndbold, finit deuxième de son groupe des play-offs et quatrième de la saison régulière.
Lors de la saison 2014-2015, l'Aalborg Håndbold termine deuxième lors de la saison régulière puis deuxième de son groupe des play-offs derrière le Bjerringbro-Silkeborg et se qualifie en demi-finale où il tombe sur le KIF Copenhague qui les élimine sur un total de 49 à 52 (21-27;28-25). Battu dans le match pour la troisième place par le Bjerringbro-Silkeborg, Aalborg termine quatrième de la compétition et donc se qualifie pour la Coupe de l'EHF 2015-2016. En Ligue des champions, le club termine à nouveau quatrième du groupe D derrière le KS Kielce, le SC Pick Szeged et le Dunkerque HGL mais un point devant le Motor Zaporijia et le Kadetten Schaffhausen. A nouveau opposé à l'ogre barcelonais en huitièmes de finale, la formation danoise est humiliée à domicile lors du match aller (défaite 31 à 11) et est éliminé sur un score total de 33 à 60.

## Palmarès
| Compétitions nationales | Compétitions internationales |
| - Championnat du Danemark - Vainqueur (8) : 2010, 2013, 2017, 2019, 2020, 2021, 2024, 2025 - Finaliste (3) : 2014, 2022, 2023 - Coupe du Danemark - Vainqueur (3) : 2019, 2022, 2025 - Finaliste (3) : 2012, 2021, 2024 - Supercoupe du Danemark - Vainqueur (6) : 2012, 2019, 2020, 2021, 2022, 2024 - Finaliste (4) : 2013, 2014, 2017, 2023 | - Ligue des Champions (C1) : - Finaliste (2) : 2021 et 2024 - 1/4 de finale en 2022 - Coupe de l'EHF (C3) : - 1/4 de finale en 2004 |

### Bilan saison par saison
| Saison    | Division | Rang      | Europe             |
| --------- | -------- | --------- | ------------------ |
| 2000-2001 | Div. 1   | 9e        | --                 |
| 2001-2002 | Div. 1   | 6e        | --                 |
| 2002-2003 | Div. 1   | 4e        | C4 : 2e tour       |
| 2003-2004 | Div. 1   | 3e        | C3 : 1/4 de finale |
| 2004-2005 | Div. 1   | 7e        | C3 : 3e tour       |
| 2005-2006 | Div. 1   | 7e        | --                 |
| 2006-2007 | Div. 1   | 6e        | --                 |
| 2007-2008 | Div. 1   | 7e        | --                 |
| 2008-2009 | Div. 1   | 5-6e      | --                 |
| 2009-2010 | Div. 1   | Champion  | --                 |
| 2010-2011 | Div. 1   | 5-6e      | C1 :6e du groupe C |
| 2011-2012 | Div. 1   | 5-6e      | --                 |
| 2012-2013 | Div. 1   | Champion  | --                 |
| 2013-2014 | Div. 1   | Finaliste | C1 :1/8 de finale  |
| 2014-2015 | Div. 1   | 4e        | C1 :1/8 de finale  |
| 2015-2016 | Div. 1   | 5-6e      | -                  |
| 2016-2017 | Div. 1   | Champion  | -                  |
| 2017-2018 | Div. 1   | 4e        | C1 : 1/8 de finale |
| 2018-2019 | Div. 1   | Champion  | C3 : 3e tour       |
| 2019-2020 | Div. 1   | Champion  | C1 : arrêté (1/8)  |
| 2020-2021 | Div. 1   | Champion  | C1 : Finaliste     |
| 2021-2022 | Div. 1   | Finaliste | C1 : 1/4 de finale |
| 2022-2023 | Div. 1   | Finaliste | C1 : 1/8 de finale |
| 2023-2024 | Div. 1   | Champion  | C1 : Finaliste     |
| 2024-2025 | Div. 1   | Champion  | C1 : 1/4 de finale |
| 2025-2026 | Div. 1   | à venir   | C1 :à venir        |

Légende : C1 = Ligue des champions ; C3 = Coupe de l'EHF ; C4 = Coupe Challenge.

## Effectif actuel
L'effectif pour la saison 2024–25 est :
| Gardiens de but - 01 Niklas Landin Jacobsen - 12 Fabian Norsten - 32 Anton Hellberg Pivots - 11 Simon Hald - 20 Felix Möller (en) - 22 René Antonsen (en) | Arrières gauches - 03 Lukas Nilsson (en) - 21 Henrik Møllgaard - 25 Marinus Munk Demi-centres - 07 Thomas Arnoldsen (en) - 09 Miguel Martins (en) - 18 Aleks Vlah (en) Arrières droits - 14 Mads Hoxer Hangaard (en) - 15 Jack Thurin - 17 Martin Larsen | Ailiers gauches - 02 Mads Vestergaard - 06 Sebastian Barthold (en) - 23 Buster Juul Ailiers droits - 04 Patrick Wiesmach - 19 Kristian Bjørnsen Entraîneur - Maik Machulla - Simon Dahl (en) |

Parmi les transferts pour la saison 2025–26, on trouve :
| Arrivées - Sander Sagosen (02/2025), demi-centre, en provenance du Kolstad Håndball - Henrik Kronborg, entraîneur adjoint, en provenance de HØJ Elite - Alexander Blonz, ailier gauche, en provenance de GOG Håndbold - Juri Knorr, demi-centre, en provenance des Rhein-Neckar Löwen - Patrick Helland Anderson, arrière droit, en provenance de Elverum Håndball - Tobias Nielsen, ailier droit, en provenance de TMS Ringsted - Vetle Rønningen, pivot, en provenance de Skjern Håndbold | Départs - Sebastian Barthold, ailier gauche à destination de SC Magdeburg - Mads Vestergaard, ailier gauche à destination de Elitesport Vendsyssel - Henrik Møllgaard, défenseur, fin de carrière (adjoint au PSG) - Miguel Martins, demi-centre, à destination de Dinamo Bucarest - Aleks Vlah, demi-centre, à destination de KS Kielce - Jack Thurin, arrière droit, à destination de Montpellier Handball - Martin Larsen, arrière droit, fin de carrière - Tobias Nielsen, ailier droit, en prêt au HØJ Elite |

## Personnalités liées au club

### Numéros retirés
- 10 :  Håvard Tvedten, ailier gauche de	2002 à 2006 et de 2011 à 2016, numéro retiré le 17 mai 2016
- 24 :  Mikkel Hansen, arrière gauche de	2022 à 2024, numéro retiré le 11 juin 2024

### Joueurs emblématiques
- Henrik Møllgaard
- Henrik Toft Hansen
- Jannick Green
- Joachim Boldsen
- Kristian Giessing
- Mads Christiansen
- Patrick Wiesmach Larsen
- Rasmus Haagensen
- Søren Pedersen
- Thomas Klitgaard
- Arnór Atlason
- Aron Rafn Eðvarðsson
- André Jørgensen
- Børge Lund
- Kjetil Strand
- Kristian Kjelling
- Ole Erevik
- Rune Skjærvold
- Sander Sagosen
- Andreas Palicka
- Jan Lennartson
- Jonas Larholm
- Johan Sjöstrand

### Entraîneurs
Parmi les entraineurs du club, on trouve :
- Peter Bredsdorff-Larsen : ?
- Robert Hedin : de 2011 à 2012
- Nikolaj Bredahl Jacobsen : de 2012 à 2014
- Jesper Jensen : de 2014 à 2016
- Aron Kristjánsson (en) : de 2016 à 2018 
  - adjoint :   Stefan Madsen (da) : de 2015 à 2018
- Stefan Madsen (da) : de 2018 à 2024
  - adjoint :  Arnór Atlason : de 2018 à 2023
- Maik Machulla : d'août à novembre 2024
- Simon Dahl (en) : depuis novembre 2024[5]

## Infrastructure
Le club évolue dans le Gigantium depuis 1999, qui a une capacité de 4500 places, l'Aalborg Håndbold partage la salle avec l'Aalborg DH.